# Henrik Juul
Henrik Juul (født 17. maj 1951) var en dansk fodboldspiller (målmand).
I sin klubkarriere spillede Juul for B.93. Han spillede seks U19-landskampe i 1969, debuten på U19 landsholdet kom i en venskabskamp mod Vesttyskland i Einbeck, en kamp som sluttede 1-1. Hans sidste landskamp var en venskabskamp mod Sverige i Helsingør en kamp som sluttede 1-1. 